# Crocidura vosmaeri
Crocidura vosmaeri är en däggdjursart som beskrevs av Fredericus Anna Jentink 1888. Crocidura vosmaeri ingår i släktet Crocidura och familjen näbbmöss. IUCN kategoriserar arten globalt som otillräckligt studerad. Inga underarter finns listade i Catalogue of Life.
Denna näbbmus förekommer endemisk på ön Bangka norr om Sumatra. Den når i bergstrakter 1000 meter över havet. Arten lever i olika slags skogar.